# Thierry Van Werveke
Pour l’article homonyme, voir Hans Van Werveke.
Thierry Van Werveke est un acteur luxembourgeois, né le 23 octobre 1958 à Genève (Suisse) et mort le 12 janvier 2009 à Luxembourg (Luxembourg).

## Biographie
Acteur présent dans plusieurs films d’Andy Bausch, il remporte le prix Adolf-Grimme pour son interprétation de Baba Can Rudolph dans Eine andere Liga (2005) de Buket Alakus.
Outre ses rôles dans de nombreux films et ses apparitions à la télévision allemande, il a mené une carrière d’acteur de théâtre sur les scènes luxembourgeoises et de chanteur populaire pour divers groupes. Thierry Van Werveke se place aujourd’hui comme une référence du cinéma luxembourgeois pour son incarnation du personnage culte d’Andy Bausch, Johnny Chicago (Troublemaker (lb), 1988).

## Filmographie
- 1988 : Troublemaker (lb) de Andy Bausch: Jacques Guddebuer
- 1992 : Wedding Night - End of the Song (Hochzaeitsnuecht) de Pol Cruchten : Christian
- 1993 : Abracadabra de Harry Cleven : Naze
- 1993 : Three Shake-a-Leg Steps to Heaven de Andy Bausch : Jängi Jacoby
- 1994 : Ich gelobe de Wolfgang Murnberger : Ferri
- 1994 : Hasenjagd de Andreas Gruber : Berghammer
- 1996 : Alles nur Tarnung de Peter Zingler : Die Bösen: Freddie
- 1997 : Paradis express de Thomas Jahn : Henk
- 1997 : Back in Trouble de Andy Bausch : Johnny Chicago (Jacques Guddebouer)
- 1998 : Caipiranha - Vorsicht, bissiger Nachbar! de Felix Dünnemann : Jürgen Grabowski
- 1998 : Der Eisbär de Til Schweiger et Granz Henman : Norbert
- 1998 : Kai Rabe gegen die Vatikankiller de Thomas Jahn : Aufnahmeleiter
- 1999 : Rex, chien flic (saison 4, épisode 13 : Mission dangereuse) : Zach
- 2003 : Le Temps du loup de Michael Haneke : Jean
- 2003 : Le Club des chômeurs de Andy Bausch : Jérôme Klein dit "Géronimo"
- 2004 : La Revanche de Andy Bausch : Jérôme Klein
- 2005 : Eine andere Liga de Buket Alakus : Baba Can Rudolph
- 2005 : 'Bye Bye Blackbird de Robinson Savary : L'homme sur la poutre
- 2006 : Deepfrozen de Andy Bausch : Lars
- 2006 : Petits Secrets (Perl oder Pica) de Pol Cruchten : Mr. Pendelmeyer
- 2007 : Freigesprochen de Peter Payer : L'hôtelier
- 2008 : Tausend Ozeane de Luki Frieden : Ulrich Willer
- 2008 : 1 1/2 Ritter - Auf der Suche nach der hinreißenden Herzelinde  de Til Schweiger et Torsten Künstler : Siegfried
- 2009 : Réfractaire de Nicolas Steil : Édouard
- 2009 : Der Fürsorger de Lutz Konermann : Aschwanden
- 2009 : Räuberinnen de Carla Lia Monti : Reisig